# Feralia sauberi
Feralia sauberi is een vlinder uit de familie uilen (Noctuidae). De wetenschappelijke naam is voor het eerst geldig gepubliceerd in 1892 door Graeser.
De soort komt voor in Europa.